# Rosario Murillo
Rosario María Murillo Zambrana (ur. 22 czerwca 1951 w Managui) – nikaraguańska polityk, członkini Sandinistowskiego Frontu Wyzwolenia Narodowego (FSLN), w latach 2017–2025 wiceprezydent Nikaragui, od 30 stycznia 2025 współprezydent Nikaragui. Żona Daniela Ortegi.

## Życiorys
Jest córką Teodulo Murillo (hodowcy bydła i plantatora bawełny) oraz Zoilamerici Zambrany Sandino (kuzynki Augusto Sandino). Od 11. roku życia uczyła się w szkołach w Szwajcarii i Wielkiej Brytanii. W wieku 15 lat wyszła za mąż za Jorge Narváeza, z którym byłą w ciąży. W 1968 rozpoczęła pracę jako sekretarka Pedra Joaquina Chamorro (redaktora naczelnego dziennika La Prensa, opozycyjnego względem prezydenta Anastasio Somozy), zaś w następnym roku wstąpiła do FSLN. 
Po opuszczeniu Nikaragui w 1977, przebywała na emigracji w Panamie, Wenezueli i Kostaryce. Poznała wówczas Daniela Ortegę, który został jej czwartym z kolei mężem. Do Nikaragui powróciła w 1979, po upadku dyktatury Somozy. W 1985, po objęciu urzędu prezydenta przez Daniela Ortegę, została pierwszą damą Nikaraguii (do 1990). Jednocześnie, w latach 1988–1990, kierowała instytutem kultury. W przegranych przez Ortegę i FSLN wyborach w 1990, bezskutecznie ubiegała się o mandat deputowanej do Zgromadzenia Narodowego. W 2007 Ortega ponownie został prezydentem. Dwukrotnie (w 2016 i 2021), była wybierana na urząd wiceprezydenta. W związku z zarzutami o korupcję i udział w łamaniu praw człowieka (m.in. o zlecanie zabójstw, porwań i tortur), w 2018 na Rosario Murillo zostały nałożone sankcje przez Stany Zjednoczone – obejmujące zamrożenie jej aktywów na terenie USA oraz zakaz dokonywania z nią transakcji przez amerykańskie przedsiębiorstwa i obywateli. Od 2021 jest objęta podobnymi sankcjami ze strony Unii Europejskiej.
30 stycznia 2025 weszła w życie poprawka do Konstytucji Nikaragui, na mocy której Daniel Ortega i Rosario Murillo zostali współprezydentami państwa.
Jest matką dziewięciorga dzieci, w tym siedmiorga z Danielem Ortegą.